# Chiromeri

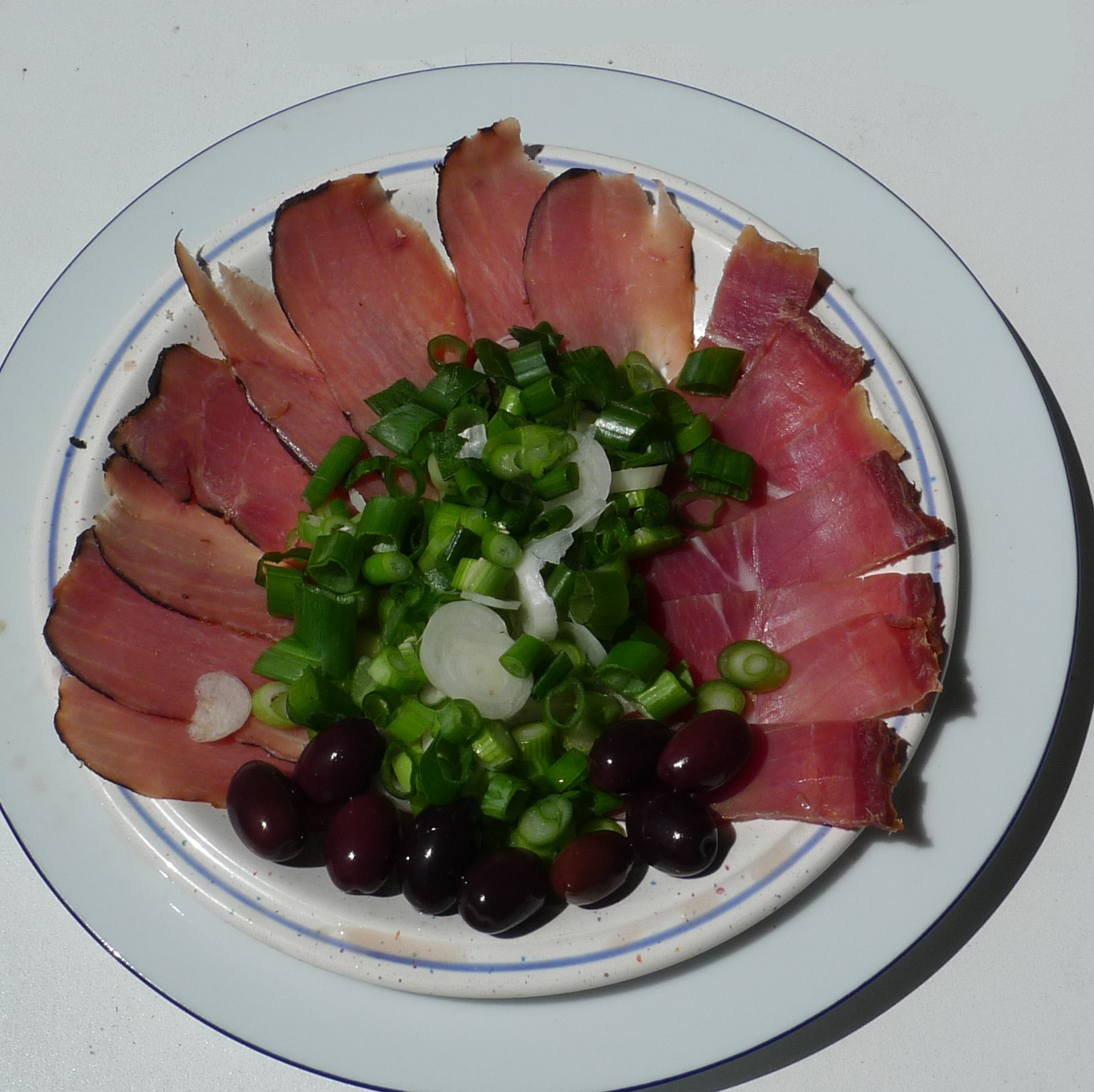
Mezes mit aufgeschnittenem Chiroméri (rechts)

Chiromeri (griechisch χοιρομέρι Chiroméri) ist ein in Rotwein gebeizter und anschließend luftgetrockneter, meist auch geräucherter Schweineschinken aus Zypern. Auf Zypern ist er Bestandteil der Mezedes (μεζέδες), der typischen zypriotischen Hauptspeisen, die aus einer Vielfalt landesüblicher kalter und warmer Gerichte bestehen, sowie unterschiedlicher Zwischengerichte. Er wurde früher vor allem in bäuerlichen Hauswirtschaften und kleinen Metzgereien während der Herbst- und Wintermonate hergestellt, wird aber heute auch von größeren Betrieben produziert und kommt als eher hochpreisiges Produkt zunehmend in den überregionalen Handel.
Chiromeri wird aus dem Hinterschinken hergestellt. Die Fleischstücke werden sorgfältig von der Schwarte und dem Fettrand getrennt gesalzen und danach für zumindest drei Wochen in Rotwein eingelegt. Üblicherweise werden außer Salz keine anderen Gewürze verwendet. Während der Beize wird das Fleisch für einige Tage luftig aufgehängt und anschließend gepresst; auch die Rotweinbeize wird mehrmals gewechselt. Traditionell wurden danach die Schinkenstücke zum Trocknen aufgehängt und über einen Zeitraum von einigen Monaten hinweg immer wieder kurz geräuchert. In industriell orientierten Betrieben erfolgt dieser Herstellungsprozess in entsprechenden Trocken- oder Räucherkammern.
Chiromeri ist von tief roter, fast purpurner Farbe, eher trocken, sehr fettarm, meist mäßig salzig und sehr aromatisch. Er wird fein geschnitten oder in kleinen Würfeln serviert. Auf Zypern wird Chiromeri traditionell erstmals nach der Fastenzeit zu Ostern angeschnitten.